# Cantonul Saint-Georges-sur-Loire
Cantonul Saint-Georges-sur-Loire este un canton din arondismentul Angers, departamentul Maine-et-Loire, regiunea Pays de la Loire, Franța.

## Comune
- Béhuard
- Champtocé-sur-Loire
- Ingrandes
- La Possonnière
- Saint-Georges-sur-Loire (reședință)
- Saint-Germain-des-Prés
- Saint-Jean-de-Linières
- Saint-Léger-des-Bois
- Saint-Martin-du-Fouilloux
- Savennières